# Нювчим (река)
Ню́вчим — река в России, протекает в Сыктывдинском районе Республики Коми.

## География
Устье реки находится в 70 км по правому берегу реки Сысола. Длина реки составляет 31 км. На реке расположен посёлок Нювчим. Река имеет несколько притоков, в том числе правобережный Дендель.

## Данные водного реестра
По данным государственного водного реестра России относится к Двинско-Печорскому бассейновому округу, водохозяйственный участок реки — Вычегда от истока до города Сыктывкар, речной подбассейн реки — Вычегда. Речной бассейн реки — Северная Двина.
Код объекта в государственном водном реестре — 03020200112103000019997.